# Kateřina Medicejská
Kateřina Medicejská (italsky Caterina de' Medici, francouzsky Catherine de Médicis , 13. dubna 1519, Florencie – 5. ledna 1589, Blois) byla francouzská královna, manželka krále Jindřicha II.
Byla matkou posledních francouzských králů z rodu Valois Františka II., Karla IX. a Jindřicha III. Její starší dcera Alžběta se stala manželkou španělského krále Filipa II., mladší Markéta se stala ženou pozdějšího francouzského krále Jindřicha IV. Navarrského, prvního panovníka z bourbonské větvě francouzského královského rodu.
Jako regentka za své nezletilé syny se stala jednou z ústředních postav francouzské vlády 60. let 16. století.

## Původ a dětství
Pocházela z florentského rodu Medici, který s malými přestávkami vládl Florencii v letech 1434–1737. Byla jedinou dcerou Lorenza II. de Medici a Madeleine de la Tour d'Auvergne pocházející z jedné z větví rodu Bourbonů. Florencie byla v době Kateřinina dětství stále signorií a i Medicejští, přestože byli jednou z nejbohatších italských rodin, náleželi stále ještě formálně k pouhému patriciátu. Po brzké smrti rodičů se její výchovy ujal strýc – papež Klement VII., vlastním jménem Giulio de Medici.
Klement VII. se spojil s Francii, Benátskem, Florencií a Anglií proti Karlu V., který se snažil obnovit císařskou moc. Jeho snahy vyústily ve vyplenění Říma císařskými žoldáky – v Sacco di Roma. V jeho rodném městě vypukly nepokoje, které vyústily ve svržení Medicejských. Kateřina se stala rukojmím republiky a zůstala jím až do roku 1530, kdy vládu nad městem převzal opět Klement VII.

## Manželka krále
Klement VII. se podobně jako většina renesančních papežů snažil zajistit po dobu svého pontifikátu širokou rodinu. Svého nelegitimního syna Alessandra oženil s nemanželskou dcerou Karla V. Markétou. Kateřina se pak stala prostředkem pro upevnění vztahů s francouzským králem. Roku 1533 se provdala za druhorozeného syna francouzského krále, prince Jindřicha Orleánského.
Po smrti Klementa VII. následujícího roku se opět rozhořelo nepřátelství mezi novým papežem a Francií. Sňatek Jindřicha s Kateřinou ztratil svoji diplomatickou hodnotu. Byla zdůrazňována nerovnorodost páru a Kateřina se dostala na francouzském dvoře do izolace. Roku 1536 náhle zemřel Jindřichův starší bratr a on sám se stal následníkem trůnu. Dosavadní bezdětnost manželství přičítaná Kateřině (Jindřich měl už nemanželskou dceru) se stala příčinou úvah o možném rozvodu. Kateřině se podařilo svoji pozici uhájit a roku 1543 porodila Jindřichovi první z celkem deseti dětí. Po dobu svého manželství se musela smířit s neustálou přítomností Diany de Poitiers, která byla milenkou Kateřinina manžela a měla na něj velký vliv v osobním i politickém životě. Když pak Jindřich II. roku 1559 neočekávaně zemřel, zanechal zde královnu vdovu bez jakýchkoliv vladařských zkušeností.
Po dobu vlády svého syna Františka II. (1544–1560) stála pouze v pozadí, hlavní roli hrála její snacha – královna Marie Stuartovna a její strýcové z rodu de Guise.

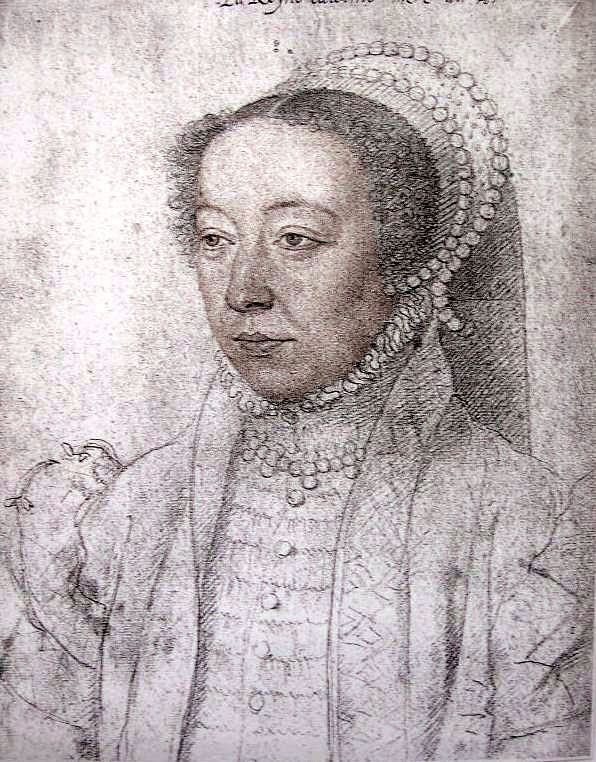
Kateřina Medicejská (cca 1555)

## Královna regentka
Po předčasné smrti bezdětného Františka vládla v letech 1560–1572 za svého dalšího, nezletilého a neduživého syna Karla IX. Ve Francii ovlivněné podobně jako velká část Evropy reformací vypukly náboženské nepokoje mezi katolíky a hugenoty – tzv. hugenotské války. V čele katolické strany stála rodina de Guisů, v čele protestantů Jindřich Navarrský. Znesvářené strany měl smířit sňatek mezi Kateřininou dcerou Markétou a Jindřichem Navarrským. Namísto usmíření však několik dní po svatbě, 24. srpna 1572 začalo v Paříži a posléze v celé Francii krvavé vraždění hugenotů, označované jako Bartolomějská noc. Kateřina měla být údajně hlavní iniciátorkou celé akce.

## Za vlády Jindřicha III.
Po smrti staršího bratra Karla IX. (30. května 1574) další Kateřinin syn Jindřich, nedlouho předtím zvolený polským králem, utekl ze své nové země přes českou část Slezska, aby převzal trůn rodné Francie jako Jindřich III. Již plnoletý panovník však těžko snášel matčino poručnictví a Kateřina postupně ztrácela vliv. Konec života strávila na zámku v Blois, kde byl krátce před její smrtí z podnětu Jindřicha III. zavražděn i vůdce katolických Guisů, vévoda Jindřich. To ovšem bez Kateřinina vědomí.

## Potomci
- František II. (19. leden 1544 – 5. prosinec 1560), francouzský král od roku 1559 až do své smrti, ⚭ 1558 Marie Stuartovna (8. prosinec 1542 – 8. únor 1587), skotská královna v letech 1542–1567
- Alžběta z Valois (2. duben 1545 – 3. říjen 1568), ⚭ 1559 Filip II. Španělský (21. květen 1527 – 13. září 1598), král anglický, španělský, jeruzalémský, obojí Sicílie, irský, filipínský a portugalský, ochránce víry, arcivévoda rakouský, vévoda burgundský, milánský a brabantský, hrabě habsburský, flanderský a tyrolský
- Claude (12. listopad 1547 – 21. únor 1575), ⚭ 1559 Karel III. Lotrinský (18. únor 1543 – 14. květen 1608), vévoda lotrinský
- Ludvík (3. únor 1549 – 24. říjen 1549)
- Karel IX. (27. červen 1550 – 30. květen 1574), francouzský král od roku 1560 až do své smrti, ⚭ 1571 Alžběta Habsburská (5. červenec 1554 – 22. leden 1592)
- Jindřich III. (19. září 1551 – 2. srpen 1589), vévoda z Anjou, polský král a litevský velkovévoda v letech 1573–1575, francouzský král od roku 1574 až do své smrti, ⚭ 1575 Luisa Lotrinská (30. duben 1553 – 29. leden 1601)
- Markéta z Valois (14. květen 1553 – 27. březen 1615), ⚭ 1572 Jindřich IV. Francouzský (13. prosinec 1553 – 14. květen 1610), král Francie a Navarry, spolukníže Andorry
- František (18. březen 1555 – 19. červen 1584), vévoda z Alençonu a Anjou, svobodný a bezdětný
- Jeanne (*/† 24. červen 1556)
- Viktorie (24. červen 1556 – 17. srpen 1556), dvojče Jeanne